# Burg Hartenstein
Burg Hartenstein är en medeltida borg i Österrike. Den ligger på en 70 meter hög klippa vid floden Kleiner Krems 15 kilometer väster om staden Krems i Niederösterreich.
Den har anor från 1100-talet och har bytt ägare flera gånger. År 1645 belägrades fästningen kortvarigt av svenska trupper som sprängde en del av utanverket. År 1726 fick friherre Philipp Ferdinand von Gudenus borgen i förläning av kejsare Karl VI och den var i familjens ägo till år 1926. Släkten har givit namn till Gudenusgrottan nedanför borgen som var bebodd av neandertalare under stenåldern. 
Försvarstornen användes som sädesmagasin i början av 1800-talet och från 1892 arrenderades borgen av läkaren Otto Pospischil som lät bygga om en av byggnaderna till sanatorium och kallbadhus i nationalromantisk stil. Det övertogs av Pospischil år 1927 och var i drift till 1938. Borgen ägs idag av IT-företaget BEKO.